# Багамаев, Абдула Мусаевич
Абдула́ Муса́евич Багама́ев (род. 18 октября 2004, Нягань, Тюменская область) — российский футболист, полузащитник «Факела».

## Карьера
Занимался футболом в спортивной школе имени Алексея Фёдоровича Орловского МФК «Нягань». Первый тренер — Виктор Княжев, под началом которого более шести лет занимался футболом в Центре подготовки спортивного резерва «Тюмени». С сезона-2021/22 находился в системе московского «Локомотива». В Юношеской футбольной лиге (до 19 лет) сыграл 25 матчей, забил 4 мяча. В июле 2022 года дебютировал в Молодёжной футбольной лиге. 28 августа 2022 года провёл единственный матч за основную команду в Премьер-лиге против «Оренбурга» (5:1). Летом 2023 года перешёл в «Факел». В 2025 году арендован владивостокским «Динамо».

## Статистика выступлений
| Выступление      | Выступление      | Выступление      | Чемпионат | Чемпионат | Кубки | Кубки | Итого | Итого |
| Клуб             | Лига             | Сезон            | Игры      | Голы      | Игры  | Голы  | Игры  | Голы  |
| ---------------- | ---------------- | ---------------- | --------- | --------- | ----- | ----- | ----- | ----- |
| Локомотив        | ЮФЛ-1            | 2021/22          | 25        | 4         | —     | —     | 25    | 4     |
| Локомотив        | МФЛ              | 2022/23          | 14        | 0         | —     | —     | 14    | 0     |
| Локомотив        | Премьер-лига     | 2022/23          | 1         | 0         | 0     | 0     | 1     | 0     |
| Локомотив        | Итого            | Итого            | 40        | 4         | —     | —     | 40    | 4     |
| Факел            | Премьер-лига     | 2023/24          | 2         | 0         | 1     | 0     | 3     | 0     |
| Факел            | Итого            | Итого            | 2         | 0         | 1     | 0     | 3     | 0     |
| Всего за карьеру | Всего за карьеру | Всего за карьеру | 42        | 4         | 1     | 0     | 43    | 4     |